# Altenkunstadt
Altenkunstadt är en kommun och ort i Landkreis Lichtenfels i Regierungsbezirk Oberfranken i förbundslandet Bayern i Tyskland.